# Campeonato Mundial de Atletismo em Pista Coberta de 2024 - 400 m masculino
A prova dos 400 metros masculino do Campeonato Mundial de Atletismo em Pista Coberta de 2024 ocorreu nos dias 1 e 2 de março na Arena Commonwealth, em Glasgow, no Reino Unido.

## Recordes
Antes desta competição, os recordes mundiais e do campeonato nesta prova eram os seguintes:
|                       | Nome            | Nacionalidade     | Tempo  | Local           | Data                |
| --------------------- | --------------- | ----------------- | ------ | --------------- | ------------------- |
| Recorde mundial       | Michael Norman  | Estados Unidos    | 44s 52 | College Station | 10 de março de 2018 |
| Recorde do campeonato | Jereem Richards | Trinidad e Tobago | 45s 00 | Belgrado        | 19 de março de 2022 |

## Medalhistas
| Ouro                 | Prata                 | Bronze                 |
| Alexander Doom (BEL) | Karsten Warholm (NOR) | Rusheen McDonald (JAM) |

## Cronograma
Todos os horários são locais (UTC+0).
| Data       | Hora  | Evento    |
| ---------- | ----- | --------- |
| 1 de março | 11:16 | Bateria   |
| 1 de março | 21:11 | Semifinal |
| 2 de março | 21:14 | Final     |

## Resultados

### Bateria
Qualificação: 2 atletas de cada bateria (Q) mais os 4 melhores qualificados (q).
| Posição | Bateria | Raia | Atleta            | Nacionalidade            | Tempo        | Notas                |
| ------- | ------- | ---- | ----------------- | ------------------------ | ------------ | -------------------- |
| 1       | 2       | 6    | Matěj Krsek       | Chéquia                  | 46.07        | Q                    |
| 2       | 4       | 5    | Alexander Doom    | Bélgica                  | 46.11        | Q                    |
| 3       | 2       | 5    | Rusheen McDonald  | Jamaica                  | 46.25        | Q,                   |
| 4       | 4       | 6    | João Coelho       | Portugal                 | 46.35        | Q,                   |
| 5       | 3       | 6    | Attila Molnár     | Hungria                  | 46.52        | Q                    |
| 6       | 1       | 6    | Karsten Warholm   | Noruega                  | 46.68        | Q,                   |
| 7       | 2       | 4    | Lucas Carvalho    | Brasil                   | 46.82        | q,                   |
| 8       | 2       | 2    | Franko Burraj     | Albânia                  | 46.86        | q,                   |
| 9       | 3       | 3    | Dubem Nwachukwu   | Nigéria                  | 46.91        | Q                    |
| 10      | 3       | 4    | Omar Elkhatib     | Portugal                 | 46.99        | q,                   |
| 11      | 3       | 5    | Jereem Richards   | Trinidad e Tobago        | 47.04 [.036] | q,                   |
| 12      | 1       | 3    | Rok Ferlan        | Eslovênia                | 47.04 [.036] | Q                    |
| 13      | 1       | 4    | Jacory Patterson  | Estados Unidos           | 47.04 [.038] |                      |
| 14      | 4       | 3    | Brian Faust       | Estados Unidos           | 47.11        |                      |
| 15      | 3       | 1    | Michal Desenský   | Chéquia                  | 47.48        |                      |
| 16      | 4       | 2    | Artūrs Pastors    | Letônia                  | 47.53        | Recorde pessoal      |
| 17      | 2       | 3    | Tomas Keršulis    | Lituânia                 | 47.92 [.917] |                      |
| 18      | 4       | 4    | Lucas Vilar       | Brasil                   | 47.92 [.919] |                      |
| 19      | 1       | 1    | Graham Pellegrini | Malta                    | 48.00        |                      |
| 20      | 1       | 2    | Ibrahim Ayorinde  | Canadá                   | 48.05        |                      |
| 21      | 4       | 1    | Malique Smith     | Ilhas Virgens Americanas | 49.68        | Recorde da temporada |
| 22      | 3       | 2    | Rashid Moiwa      | Serra Leoa               | 53.48        | Recorde nacional     |
| 99      | 1       | 5    | Kentaro Sato      | Japão                    | DNS          |                      |

### Semifinal
Qualificação: classificaram-se os 3 melhores de cada bateria (Q).
| Posição | Bateria | Raia | Atleta           | Nacionalidade     | Tempo        | Notas                |
| ------- | ------- | ---- | ---------------- | ----------------- | ------------ | -------------------- |
| 1       | 1       | 6    | Alexander Doom   | Bélgica           | 45.69        | Q,                   |
| 2       | 2       | 6    | Karsten Warholm  | Noruega           | 45.86        | Q,                   |
| 3       | 1       | 4    | João Coelho      | Portugal          | 45.98        | Q,                   |
| 4       | 2       | 4    | Rusheen McDonald | Jamaica           | 46.02        | Q,                   |
| 5       | 1       | 5    | Attila Molnár    | Hungria           | 46.08        | Q,                   |
| 6       | 2       | 5    | Matěj Krsek      | Chéquia           | 46.48        | Q                    |
| 7       | 2       | 3    | Rok Ferlan       | Eslovênia         | 46.61        | Recorde pessoal      |
| 8       | 1       | 1    | Jereem Richards  | Trinidad e Tobago | 46.64        | Recorde da temporada |
| 9       | 1       | 3    | Dubem Nwachukwu  | Nigéria           | 46.69        |                      |
| 10      | 2       | 2    | Lucas Carvalho   | Brasil            | 47.38        |                      |
| 11      | 1       | 2    | Franko Burraj    | Albânia           | 47.78 [.771] |                      |
| 12      | 2       | 1    | Omar Elkhatib    | Portugal          | 47.78 [.780] |                      |

### Final
A final ocorreu dia 2 de março às 21:14.
| Posição           | Raia | Atleta           | Nacionalidade | Tempo | Notas                |
| ----------------- | ---- | ---------------- | ------------- | ----- | -------------------- |
| Medalha de ouro   | 6    | Alexander Doom   | Bélgica       | 45.25 | Recorde nacional     |
| Medalha de prata  | 5    | Karsten Warholm  | Noruega       | 45.34 | Recorde da temporada |
| Medalha de bronze | 4    | Rusheen McDonald | Jamaica       | 45.65 | Recorde pessoal      |
| 4                 | 3    | João Coelho      | Portugal      | 45.86 | Recorde nacional     |
| 5                 | 2    | Attila Molnár    | Hungria       | 46.11 |                      |
| 6                 | 1    | Matěj Krsek      | Chéquia       | 46.47 |                      |

Legenda
| Recorde mundial       | Recorde mundial (World record)               |                       | Recorde africano                      | Recorde africano (African) |                                           | Q | Classificado por posição (Qualified) |
| Recorde do campeonato | Recorde do campeonato (Championship record)  | Recorde da América    | Recorde da América (Americas)         | q                          | Classificado por melhor tempo (Qualified) |   |                                      |
| Melhor marca do ano   | Melhor marca do ano (World leading)          | Recorde asiático      | Recorde asiático (Asian)              | DNS                        | Não largou (Did not start)                |   |                                      |
| Recorde nacional      | Recorde nacional (National record)           | Recorde europeu       | Recorde europeu (European)            | DNF                        | Não terminou (Did not finish)             |   |                                      |
| Recorde pessoal       | Recorde pessoal do atleta (Personal best)    | Recorde da Oceania    | Recorde da Oceania (Oceania)          | DSQ / DQ                   | Desclassificado (Disqualified)            |   |                                      |
| Recorde da temporada  | Recorde da temporada do atleta (Season best) | Recorde sul-americano | Recorde sul-americano (South America) | NM                         | Sem marca (No mark)                       |   |                                      |